# Mohammed Issahaku
Mohammed Issahaku  (født 25. oktober 1987 i Norcross, Ghana, Vestafrika) er en ghanesiske fodboldspiller, der spiller som forsvarsspiller i den amerikansk klub Atlanta Silverbacks FC 

## Karriere
Tekst mangler, hjælp os med at skrive teksten

### Georgia Perimeter College
Tekst mangler, hjælp os med at skrive teksten

### FAS
Tekst mangler, hjælp os med at skrive teksten

### Atlanta Silverbacks FC
Tekst mangler, hjælp os med at skrive teksten